# Парус (скала, Крым)
Парус — скала на Южном Берегу Крыма, оконечность мыса Лимен-Бурун, недалеко от Гаспры и мыса Ай-Тодор в 8,5 км к юго-западу от Ялты. Достопримечательность ЮБК. Скала с 1972 года является памятником природы, находится на территории Прибрежного аквального комплекса у мыса Ай-Тодор и представляет собой его часть.

## Описание

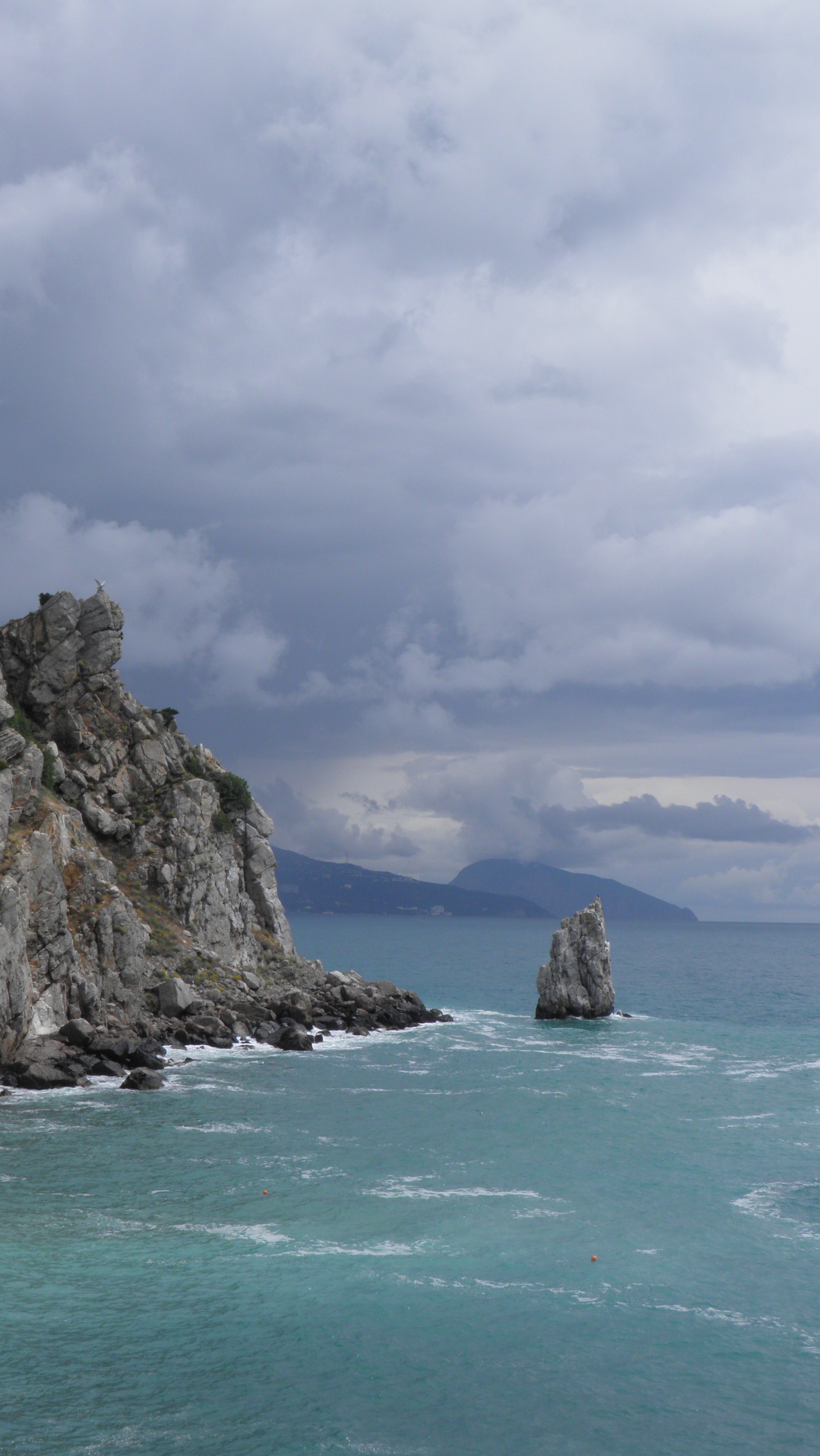

Сложена из мраморовидного известняка. Во время отливов остатки перемычки скалы с основным мысом иногда выступают наружу, поэтому судоходство между мысом и скалой нежелательно. Скала получила наименование по форме — со стороны она похожа на косой парус.
Рядом со скалой расположен знаменитый дворец Ласточкино гнездо, со смотровой площадки которого открывается классический вид на объект, а также Дача Кичкине и остатки римского военного лагеря Харакс, существовавшего в I—III веках. Прямо над скалой находится обзорная площадка с видом на море.
Наряду с Золотыми воротами, Адаларами и скалой Дива один из визуальных символов Крыма, используемый на туристических открытках, в путеводителях и многочисленных видеороликах.

## В искусстве
Скала «Парус» стала классическим объектом для крымского морского пейзажа. Её изображали как крупные мастера, такие как Федор (Фридрих) Гросс, И. К. Айвазовский, Л. Ф. Лагорио, А. М. Васнецов, так и бесчисленное количество студентов во время летних учебных пленэров в Крыму.